# Bem Bom
Bem Bom é o vigésimo álbum de Gal Costa. Como maiores sucessos se destacaram as  baladas "Sorte", em dueto com Caetano Veloso, e "Um Dia de Domingo" com Tim Maia. O álbum e o single "Um Dia de Domingo" atingiram o primeiro lugar nas tabelas de Portugal. O álbum vendeu mais de 600 mil cópias no Brasil, e ganhou um disco de platina em Portugal, após vender mais de 60 mil cópias no país.

## Faixas
| Lado A |                                      |                                  |         |  |
| N.º    | Título                               | Compositor(es)                   | Duração |  |
| 1.     | "Sorte" (Part. Caetano Veloso)       | Celso Fonseca, Ronaldo Bastos    | 4:10    |  |
| 2.     | "O Último Blues"                     | Chico Buarque                    | 4:40    |  |
| 3.     | "Um Dia de Domingo" (Part. Tim Maia) | Michael Sullivan, Paulo Massadas | 6:10    |  |
| 4.     | "Acende o Crepúsculo"                | Antônio Cícero, Marina Lima      | 3:43    |  |
| 5.     | "Muito Por Demais"                   | Gonzaga Jr.                      | 3:54    |  |

| Lado B |                                     |                                             |         |  |
| N.º    | Título                              | Compositor(es)                              | Duração |  |
| 1.     | "Romance"                           | Djavan                                      | 3:24    |  |
| 2.     | "Musa de Qualquer Estação"          | Roberto Carlos, Erasmo Carlos               | 3:42    |  |
| 3.     | "Bem Bom"                           | Arrigo Barnabé, Carlos Rennó, Eduardo Gudin | 3:15    |  |
| 4.     | "Todo o Amor Que Houver Nessa Vida" | Cazuza, Roberto Frejat                      | 4:12    |  |
| 5.     | "Quem Perguntou Por Mim"            | Fernando Brant, Milton Nascimento           | 3:27    |  |
| 6.     | "De Volta ao Futuro"                | Ricardo Cristaldi, Waly Salomão             | 4:36    |  |